# Ferdinand Canning Scott Schiller
Ferdinand Canning Scott Schiller (n. 16 august 1864, Ottensen lângă Buxtehude, Saxonia Inferioară, Germania – d. 9 august 1937, Los Angeles, SUA) a fost un filosof idealist britanic, nativ german.
A creat o variantă fățiș subiectivistă a pragmatismului, denumit de el umanism. După Schiller lumea constă în experiența subiectului și este o realitate nedeterminată, amorfă, care se mulează potrivit voinței arbitrare a acestuia.
1. ↑  Ferdinand Canning Scott Schiller, Brockhaus Enzyklopädie
2. 1 2  Autoritatea BnF, accesat în 10 octombrie 2015
3. ↑  Ferdinand Canning Scott Schiller, Hrvatska enciklopedija[*]
4. ↑  F. C. S. Schiller, Internet Speculative Fiction Database, accesat în 9 octombrie 2017
5. ↑  Ferdinand Canning Scott Schiller, MAK
6. ↑  Autoritatea BnF, accesat în 10 octombrie 2015
7. ↑  Czech National Authority Database, accesat în 30 august 2020